# Divisió de Jaipur

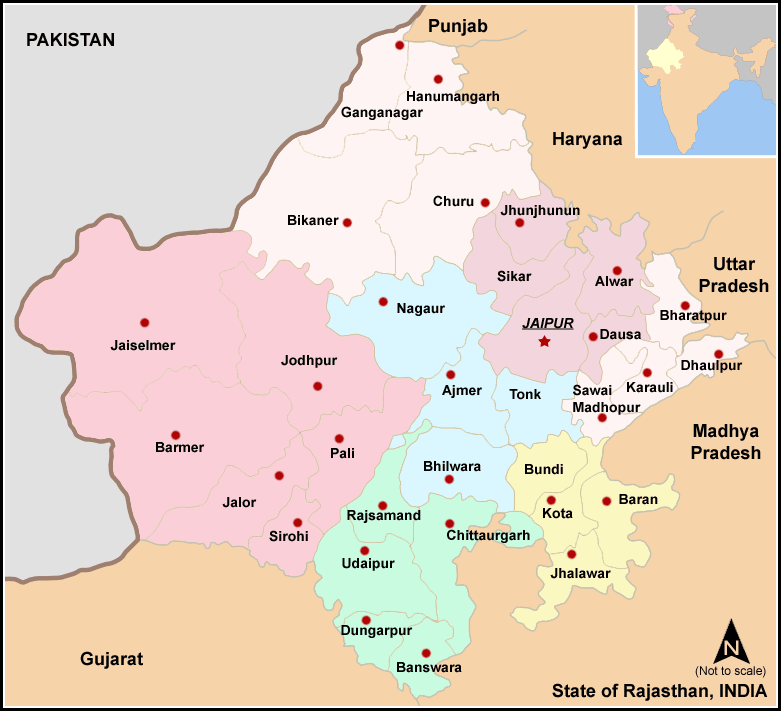
Mapa de les divisions del Rajasthan, la divisió de Jaipur apareix en color lila

La divisió de Jaipur és una entitat administrativa del Rajasthan, Índia, amb capital a la ciutat de Jaipur.
Està formada per cinc districtes: 
- Districte de Jaipur
- Districte d'Alwar
- Districte de Jhunjhunu
- Districte de Sikar
- Districte de Dausa.

La superfície i població és la suma dels cinc districtes.